# Verwaltungsgemeinschaft Ostheim vor der Rhön
In der Verwaltungsgemeinschaft Ostheim v.d.Rhön im unterfränkischen Landkreis Rhön-Grabfeld haben sich folgende Gemeinden zur Erledigung ihrer Verwaltungsgeschäfte zusammengeschlossen:
1. Ostheim v.d.Rhön, Stadt, ca. 3.000 Einwohner, 40,85 km²
2. Sondheim v.d.Rhön, ca. 900 Einwohner, 18,58 km²
3. Willmars, ca. 600 Einwohner, 12,18 km²

Sitz der Verwaltungsgemeinschaft ist in Ostheim v.d.Rhön.
Der Vorsitzende der Verwaltungsgemeinschaft ist der erste Bürgermeister der Stadt Ostheim v.d.Rhön Steffen Malzer.